# Valí
El valí (de l'àrab والٍ, wālin, pl. ولاة, walā) és un càrrec administratiu islàmic. El valí era el governador d'una província o de part d'ella. El seu significat original és ‘patró’ o ‘protector’ i així apareix a l'Alcorà. La funció i el territori del valí era el valiat, que apareix com wilaya i posteriorment amb les variants muhàdhafa, imara, liwa, qada i ustan en l'ús àrab i persa.
A l'Àndalus s'encarregava de l'administració civil. Els caps militars o caids eren nomenats per proposta seva. Amb el temps, el càrrec de valí va designar un governador territorial menor (d'un districte, d'una ciutat o d'una fortalesa). El territori del valí es deia nazar.
Els governadors de l'Àndalus foren valís perquè el regne visigot era considerat una sola província del califat quan fou conquerit entre el 711 i el 714 (menys el nord-est que ho fou més tard). El darrer valí va governar fins al 756. El valí era nomenat pel califa o per l'emir, però més tard els valís van designar ells mateixos els nous valís dels territoris que conquerien.
A Turquia, els governadors de les províncies (il) reben aquest nom.
Al Marroc, els valís són els governadors de les províncies o wilaya, des de 1981.